# Parafia św. Zygmunta i św. Jadwigi Śląskiej w Kędzierzynie-Koźlu
Parafia świętego Zygmunta i świętej Jadwigi Śląskiej w Kędzierzynie-Koźlu – parafia rzymskokatolicka, będąca siedzibą dekanatu Koźle diecezji opolskiej w metropolii katowickiej. Erygowana przed 1293. Główny kościół parafialny zbudowany po pożarze w 1454 mieści się przy ulicy Pamięci Sybiraków w dzielnicy Koźle. Budynek parafii natomiast mieści się przy ulicy Złotniczej. Duszpasterze parafialni obejmują swoją posługą cztery kościoły i dwie kaplice. Ponadto kościół filialny Wniebowzięcia Najświętszej Maryi Panny od 2025 służy również wiernym Kościoła greckokatolickiego.

## Duszpasterze
- ks. Marek Biernat – proboszcz[2]
- ks. Daniel Chudala – wikariusz[3]
- ks. Damian Jurczak – kapelan[4]
- ks. Piotr Mandala – wikariusz[5]

### Lista proboszczów

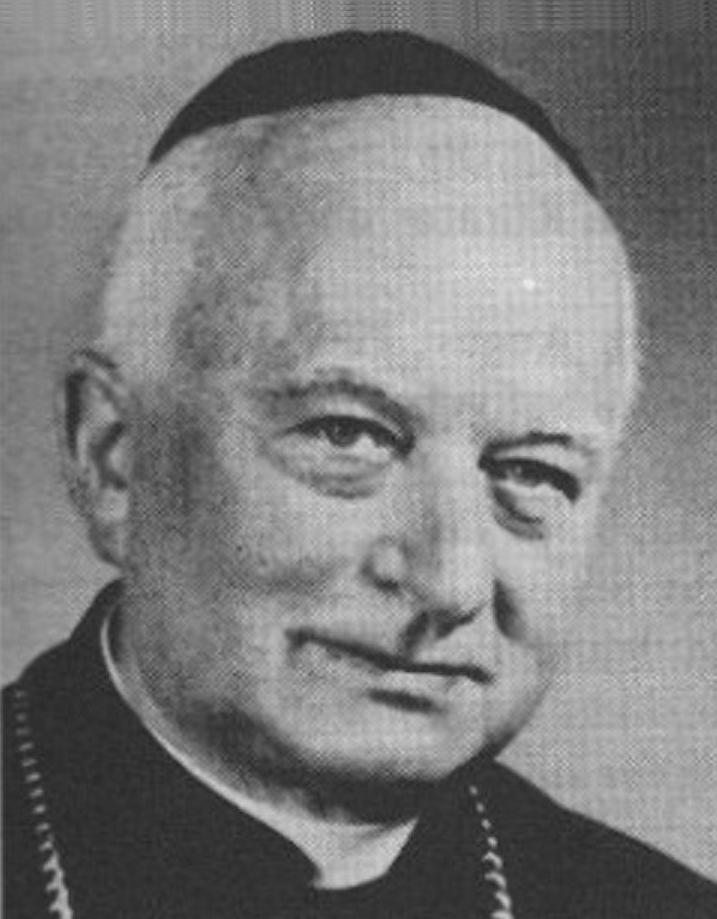
Ks. Joseph Ferche
(proboszcz 1929–1932)

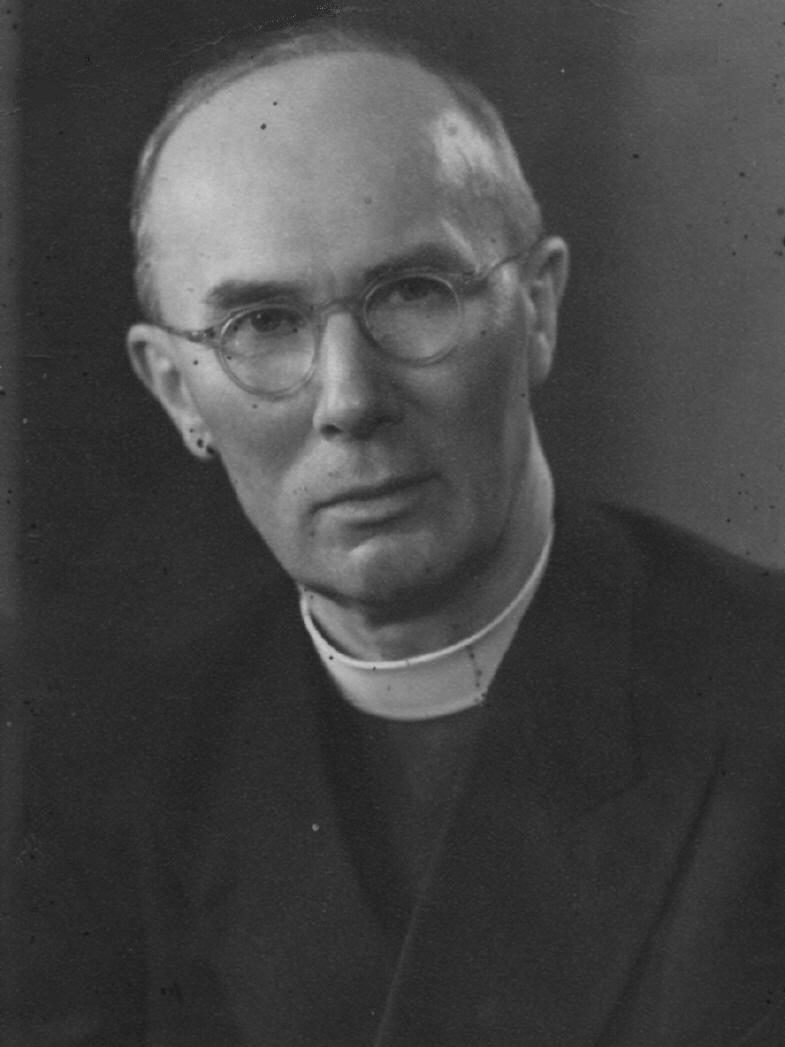
Ks. Johannes Breitkopf
(proboszcz 1932–1945)

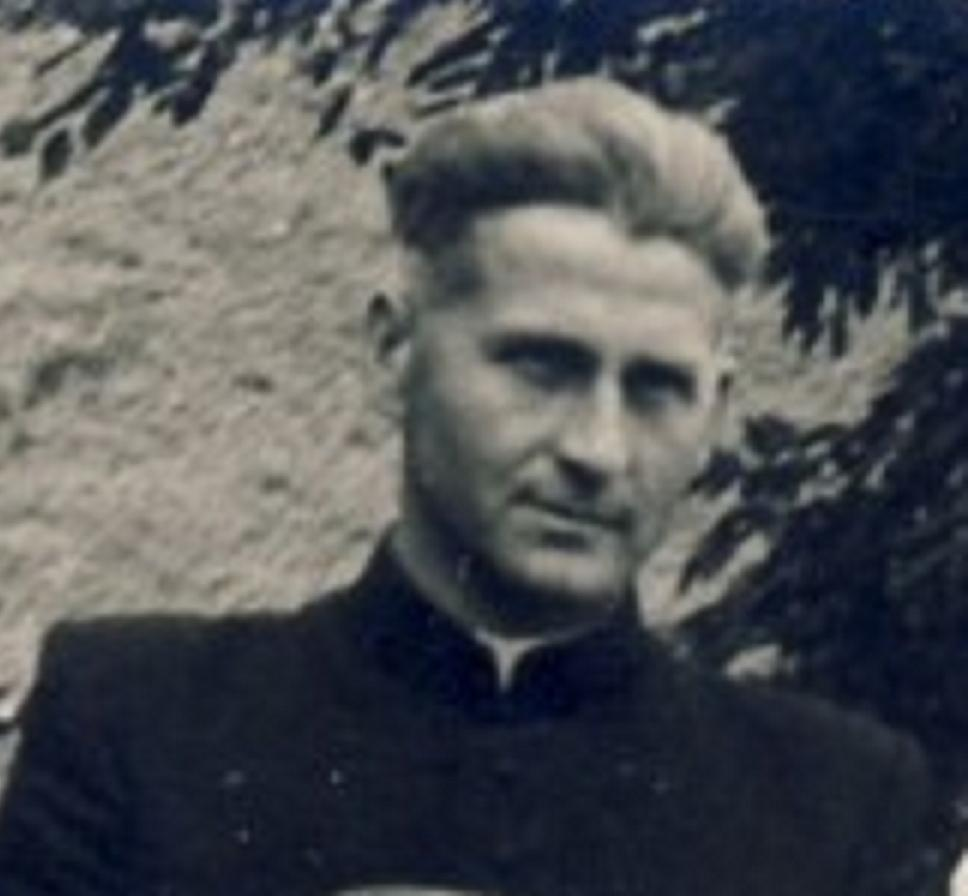
Ks. Ludwik Rutyna
(proboszcz 1958–1990)

Wykaz proboszczów (z wyjątkiem lat 1293–1626) został ustalony na podstawie parafialnych dokumentów archiwalnych.
| Okres     | Proboszcz                                |
| 1626–1628 | o. Kaspar Lezjusz (joannita)             |
| 1628–1640 | ks. Andreas Simonides                    |
| 1640–1648 | ks. Georg Jacobides                      |
| 1648–1658 | ks. Andreas Barthonius                   |
| 1658–1674 | ks. Ignaz Johann Olitorius               |
| 1674–1680 | ks. Caspar Ignaz Kunkowitz               |
| 1680–1704 | ks. dr Bartholomäus Maliska              |
| 1704–1728 | ks. Johann Edelmann                      |
| 1728–1736 | ks. Valentin Josef Pietrzik              |
| 1736–1748 | ks. Jan Franciszek Niechciol             |
| 1748–1751 | ks. Melchior Franz Alexander             |
| 1751–1763 | ks. Georg Johann Galbiers                |
| 1763–1765 | ks. Franz Ludwig Nepomuk Onofrius Szyga  |
| 1765–1781 | ks. Johann Bernard Zaras (administrator) |
| 1781–1785 | ks. Anton Josef Simon (administrator)    |
| 1785–1822 | ks. Alexius Jeremias Meer                |
| 1822–1831 | ks. Franz Ignaz Bieniek (administrator)  |

| Okres     | Proboszcz                         |
| 1831–1832 | ks. Valentin Frank                |
| 1832–1855 | ks. Josef Gitzler (administrator) |
| 1855–1875 | ks. Karl Borromaeus Weckert       |
| 1875–1876 | ks. Wilhelm Weckert               |
| 1876–1884 | ks. Josef Grünastel               |
| 1884–1923 | ks. Karl Kollar                   |
| 1923–1926 | ks. Georg Thielmann               |
| 1926–1929 | ks. Hugo Piegsa                   |
| 1929–1932 | ks. Joseph Ferche                 |
| 1932–1945 | ks. Johannes Breitkopf            |
| 1945–1946 | ks. Jerzy Heisig (administrator)  |
| 1946–1948 | ks. Józef Sewera                  |
| 1948–1958 | ks. Dominik Pyka                  |
| 1958–1990 | ks. Ludwik Rutyna                 |
| 1990–2012 | ks. dr Alfons Schubert            |
| 2012–2013 | ks. Janusz Iwańczuk               |
| 2013–     | ks. Marek Biernat                 |

## Historia
| Kalendarium parafii św. Zygmunta i św. Jadwigi Śląskiej w Kędzierzynie-Koźlu | |
| Rok                                                                          | Wydarzenie |
| 1293                                                                         | udokumentowana wzmianka o proboszczu parafii, patronat komturii joannitów z Grobnik, proboszcz wybierany spośród joannitów |
| 1295                                                                         | udokumentowana wzmianka o proboszczu parafii o. Andreasie z Koźla |
| 1335                                                                         | parafia staje się siedzibą dekanatu |
| 1480                                                                         | założenie przy kaplicy NMP bractwa Nawiedzenia NMP |
| 1628                                                                         | zmiana sposobu mianowania proboszczów (proboszcz wybierany z księży diecezjalnych) |
| 1673                                                                         | wprowadzenie parafialnego rejestru sakramentu chrztu |
| 1698                                                                         | wprowadzenie parafialnego rejestru sakramentu małżeństwa |
| 1729                                                                         | wprowadzenie parafialnego rejestru zgonów |
| 1785                                                                         | odwołanie i usunięcie administratora parafii ks. Antona Josefa Simona przez komtura grobnickiego |
| 1810                                                                         | koniec patronatu komturii joannitów z Grobnik |
| 1820                                                                         | na zlecenie proboszcza ks. Alexiusa Jeremiasa Meera wykonano okrągłą pieczęć parafialną z wizerunkiem św. Zygmunta i okólnym napisem SIG. ECCL. PAR. CIV. COSLENSIS S. SIGISMUNDI R. ET M. 1820                                                  |
| 1884                                                                         | rezygnacja z funkcji proboszcza ks. Josefa Grünastela i wyjazd z Koźla |
| 1926                                                                         | parafia nabywa stary klasztor franciszkanów i kościół Wniebowzięcia NMP w Koźlu |
| 1938                                                                         | wybudowanie plebanii |
| 1945                                                                         | w związku ze zmianami ustrojowymi państwa, aresztowanie przez milicję i wydalenie z parafii proboszcza ks. Johannesa Breitkopfa, powołanie tymczasowego administratora ks. Jerzego Heisiga oraz zakończenie działalności bractwa Nawiedzenia NMP |
| 1988                                                                         | powołanie przez proboszcza ks. Ludwika Rutynę, pierwszej powojennej Parafialnej Rady Duszpasterskiej |
| 2016                                                                         | I Festiwal Mikołaja z Koźla – franciszkanina, misjonarza i średniowiecznego intelektualisty |

## Grupy parafialne
- Arcybractwo Straży Honorowej Najświętszego Serca Pana Jezusa
- Duszpasterstwo młodzieży
- Dzieci Maryi
- Grupa Kręgu biblijnego
- Grupa Miłosierdzia Bożego
- Młodzieżowy zespół muzyczny
- Parafialny Zespół Caritas
- Rodzina Radia Maryja
- Ruch Światło-Życie
- Służba Liturgiczna
- Wspólnota nadzwyczajnych szafarzy Komunii Świętej
- Wspólnota trudnych małżeństw „Sychar”[23]
- Wspólnota Żywego Różańca

## Gazetka parafialna
Gazetka parafialna o nazwie „Dobra Nowina” ukazuje się od 1993, początkowo dwukrotnie w roku jako bezpłatny biuletyn w okresie najważniejszych świąt kościelnych: Wielkanocy i Bożego Narodzenia. Od 12 września 2004 już jako czterostronicowy tygodnik (formatu A5), w którym m.in. poza krótkimi rozważaniami duszpasterskimi dotyczącymi niedzielnej Ewangelii, znajdują się informacje o tygodniowym porządku nabożeństw i mszy świętych wraz z poleconymi intencjami oraz pozostałe informacje parafialne.

## Zasięg parafii
| - Parafialne kościoły filialne - Wniebowzięcia NMP - św. Marii Magdaleny w Kobylicach - Najświętszego Serca Pana Jezusa w Biadaczowie |

Na przestrzeni wieków terytorium parafii ulegało licznym zmianom. Parafia w Koźlu, jako siedziba archiprezbiteratu została potwierdzona w wykazie dziesięcin zredagowanym przez legata papieskiego Galharda de Carceribusa z 1335 oraz w rejestrze świętopietrza z 1447. W 1867 do parafii w Koźlu (archiprezbiteratu łańskiego) należały miejscowości: Koźle, Kłodnica (niem. Klodnitz), Reńska Wieś (Reinschdorf), Rogi (Rogau), Większyce (Wiegschütz), Kobylice (Kobelwitz) oraz przysiółek Rybarze (Fischerei). W 1886 do terytorium parafii w Koźlu włączono z parafii św. Apostołów Szymona i Judy Tadeusza w Gierałtowicach (Gieraltowitz) miejscowość Naczysławki (Klein-Nimsdorf), którą w wyniku zmian terytorialnych włączono w 1934 ponownie do parafii w Gierałtowicach. W wyniku erygowania w niektórych przynależnych miejscowościach samodzielnych parafii, stopniowo terytoria tych miejscowości wyłączano z zasięgu terytorialnego obejmującego parafię w Koźlu. W 1928 wyłączono terytorium miejscowości Reńska Wieś, w 1940 Kłodnicę, w 1980 Rogi i w 1981 Większyce. Do terytorium parafii należą obecnie miejscowości: Kędzierzyn-Koźle (dzielnica Koźle), Landzmierz (przysiółek Biadaczów) oraz Kobylice: 
- Kędzierzyn-Koźle[26]:

ulice: Anny, Archimedesa, Artylerzystów, Balwirczaka, Bohaterów Westerplatte, Bończyka, Chrobrego, Cmentarna, Czechowa, Czerwińskiego, Dunajewskiego, Dunikowskiego, Filtrowa, Garncarska, Gazowa, Generalska, Głubczycka, Grenadierów, Herberta, Husarska, Jasińskiego, Kadetów, Kanonierów, Karpacka, Klonowa, Kochanowskiego, Kolejowa, Konopnickiej, Kopernika, Koszarowa, Krasińskiego, Kraszewskiego, 24 Kwietnia, Limanowskiego, Lwowska, Łukasiewicza, Łukasińskiego, Mikołaja z Koźla, Morcinka, Niemcewicza, Pamięci Sybiraków, Pancernych, Piastowska, Piramowicza, Planetorza, Plater, Pokucie, Polna, Poniatowskiego, Portowa 1–30, Przytulna, Raciborska, Racławicka, Roosevelta, Rynek, Saperska, Sądowa, Sienkiewicza, Skarbowa, Skłodowskiej, Słowiańska, Smolenia, Spółdzielców, Staffa, Stara Odra, Stolarska, Synów Pułku, Świętojańska, Targowa, Wiklinowa, Wrzosowa, Wyspa, Zamkowa, Zapolskiej, Zawiszy Czarnego, Złotnicza, Żeromskiego, Życzliwa
- Biadaczów[27]:

ulice: Biadaczów, Główna
- Kobylice[28]:

ulice: Kozielska, Kręta, Krótka, Ogrodnicza, Piaskowa, Polna, Raciborska, Szkolna, Wiśniowa, Zakole, Żytnia